# Dorfkirche Kakerbeck

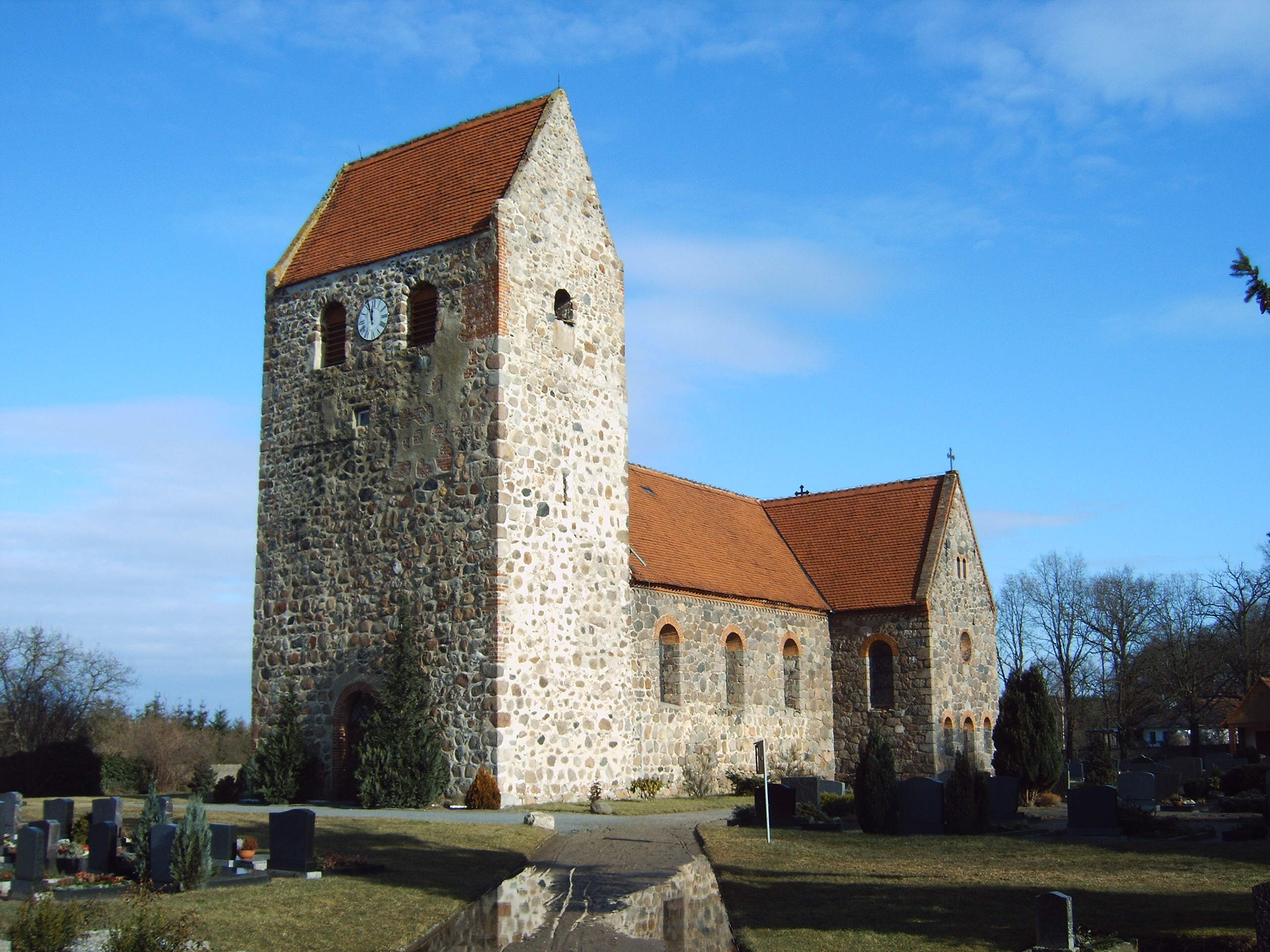
Dorfkirche Kakerbeck

Die Dorfkirche Kakerbeck ist die evangelische Kirche des Dorfes Kakerbeck in der Altmark in Sachsen-Anhalt. Die Gemeinde gehört zum Pfarrbereich Kalbe-Kakerbeck im Kirchenkreis Salzwedel der Evangelischen Kirche in Mitteldeutschland.

## Architektur
Die Kirche hat ihren Ursprung Anfang des 13. Jahrhunderts, nach anderen Quellen bereits Ende des 12. Jahrhunderts. Von diesem spätromanischen Bau ist jedoch nur der westlich des Kirchenschiffs befindliche Westquerturm erhalten geblieben. Der Turm verfügt über Schallöffnungen in Rundbogenform und wird von einem Satteldach abgeschlossen. Die Westwand und die Eckgewände wurden im 19. Jahrhundert ausgebessert.
Das heutige Kirchenschiff entstand erst 1867, lehnt sich jedoch im Stil an die Romanik an. Das Schiff ist kreuzförmig und wird im Osten durch eine halbrunde, eingezogene Apsis abgeschlossen. In der Südwand sind noch Reste des ursprünglichen Kirchenschiffs, so auch ein vermauertes Rundbogenportal, erhalten.
Im Kircheninneren befindet sich eine flache Holzbalkendecke, die mit Schablonenmalereien verziert ist. Emporen sind im Westen und in den Kreuzarmen aufgestellt.

## Inventar
Vom Inventar sind drei Grabplatten aus den Jahren 1712, 1802 und 1809 erwähnenswert. Die Orgel wurde 1885 von Orgelbaumeister August Troch aus Neuhaldensleben geschaffen. Ein neogotischer Taufstein in Kelchform mit Stifterwappen stammt aus dem Jahr 1908 und wurde laut Inschrift von Liselotte Rolopp, geb. Schulz gestiftet. 1927 entstanden die drei in der Apsis befindlichen farbigen Glasfenster. Diese figürlichen Kunstwerke wurden von Pütz aus Solln geschaffen.

## Personen
Von 1973 bis 1978 war Eduard Berger, der spätere Bischof der Pommerschen Evangelischen Kirche, Pfarrer in der Dorfkirche Kakerbeck.